# Чемпіонат Польщі з шахів

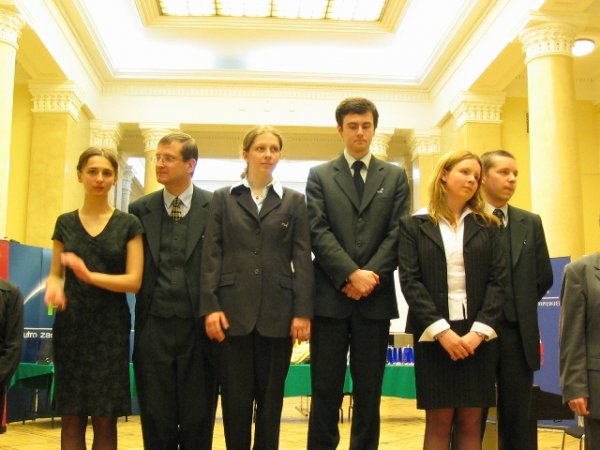
Медалісти шахового чемпіонату Польщі 2004,
зліва направо: Івета Радевич, Михайло Красенков, Моніка Соцко, Бартломей Мацея, Беата Кадзьолка та Роберт Кемпінський.

Індивідуальні шахові чемпіонати — ключовий турнір у шаховому житті Польщі, що визначає найсильніших шахісті і шахісток країни. Федерація шахів Польщі головним чином за результатами цього турніру формує національну та олімпійську збірні.
Перший розіграш звання чемпіона Польщі серед чоловіків відбувся 1926, а серед жінок — 1935 року, обидвоє в Варшаві. У довоєнний період турнір проводився нерегулярно: чоловіки визначали найсильнішого чотири рази (1926, 1927, 1935, 1937) і двічі жінки (1935, 1937). З 1946 року змагання проводилися щорічно (за винятком 1947, 1958). Як правило застосовувалась кругова система розіграшу (в чоловічих турнірах за участі 14-16 учасників, у жіночих — 12-14), швейцарська система була використана у чемпіонатах 1975, 1976, 1977, 1979, 2010, 2011, 2012, 2013, 2014 серед шахістів та в 1959, 1965, 1966, 1975, 1976, 1977, 1978 роках для шахісток. У 2010 році в жіночій першості була застосована олімпійська система. 1937 року чоловічий та 1962 жіночий турніри мали статус міжнародних. В останньому випадку медалі надали лише полячкам (перемогу в турнірі здобула румунська шахістка).
В 1960 i 1963 замість чемпіонату польські шахістки розіграли 6-особові турніри в два кола на визначення претендентки від Польщі на участь у Чемпіонатах світу з шахів серед жінок); 1960 року в Лодзі перемогла Генрика Конарковська, 1963 в Мисленицях вона повторила свій успіх.
Двічі в історії польських шахів, у 2008 та 2013 чемпіонати вигравали подружжя: Моніка та Бартош Соцко.

## Багаторазові чемпіони та чемпіонки Польщі
| Шахісти, що здобули принаймні два титули | Шахісти, що здобули принаймні два титули | Шахісти, що здобули принаймні два титули                                                                                            |
| ---------------------------------------- | --- | --- |
| 7                                        | Влодзімєж Шмідт | 1971 — 1994 |
| 6                                        | Богдан Слива | 1946 — 1960 |
| 5                                        | Томаш Марковскі | 1993 — 2007 |
| 4                                        | Матеуш Бартель Александер Шнапік | 2006 — 2012 1976—1991 |
| 3                                        | Казимір Платер | 1949 — 1957 |
| 2                                        | Вітольд Бальцеровскі Збігнєв Дода Роберт Кемпінські Єжи Костро Михайло Красенков Бартоломей Мацея Кшиштоф Питель Бартош Соцко Ксаверій Тартаковер Радослав Войташек Александер Войткевич | 1962 — 1965 1964 — 1967 1997 — 2001 1966 — 1970 2000 — 2002 2004 — 2009 1972 — 1973 2008 — 2013 1935 — 1937 2005 — 2014 1989 — 1995 |

| Шахістки, що здобули принаймні два титули | Шахістки, що здобули принаймні два титули         | Шахістки, що здобули принаймні два титули |
| ----------------------------------------- | ------------------------------------------------- | ----------------------------------------- |
| 9                                         | Кристина Радзіковська (Голуй)                     | 1951 — 1969                               |
| 7                                         | Івета Райліч (Радзевіч)                           | 1999 — 2012                               |
| 6                                         | Гражина Шмачцинська Моніка Соцко (Бобровська)     | 1975 — 1988 1995—2014                     |
| 5                                         | Ганна Еренська-Радзевська Анна Юрчинська          | 1971 — 1980 1962—1978                     |
| 4                                         | Агнєшка Брустман                                  | 1982 — 1996                               |
| 3                                         | Йоанна Двораковська Йоланта Завадська             | 1997 — 2001 2006—2015                     |
| 2                                         | Регіна Герлецька Роза Герман Генрика Конарковська | 1935 — 1937 1949—1950 1958 — 1964         |